# The Cape Verdean Blues
| Recensione | Giudizio |
| ---------- | -------- |
| AllMusic   | [ 1 ]    |

The Cape Verdean Blues è un album discografico a nome della The Horace Silver Quintet Plus J.J. Johnson, pubblicato dalla casa discografica Blue Note Records nel gennaio del 1966.

## Tracce

### LP
Tutti i brani sono composizioni di Horace Silver, eccetto dove indicato.
Lato A
1. The Cape Verdean Blues – 4:57 – Registrato il 1º ottobre 1965
2. The African Queen – 9:34 – Registrato il 1º ottobre 1965
3. Pretty Eyes – 7:28 – Registrato il 1º ottobre 1965

Lato B
1. Nutville – 7:12 – Registrato il 22 ottobre 1965
2. Bonita – 8:35 – Registrato il 22 ottobre 1965
3. Mo' Joe – 5:45 (Joe Henderson) – Registrato il 22 ottobre 1965

## Musicisti
- Horace Silver - pianoforte
- Woody Shaw - tromba
- J. J. Johnson - trombone (solo nei brani: Nutville, Bonita e Mo' Joe)
- Joe Henderson - sassofono tenore
- Bob Cranshaw - contrabbasso
- Roger Humphries - batteria

Note aggiuntive
- Alfred Lion - produttore
- Registrazioni effettuate il 1º ed il 22 ottobre 1965 al Van Gelder Studio di Englewood Cliffs, New Jersey (Stati Uniti)
- Rudy Van Gelder - ingegnere delle registrazioni
- Reid Miles - fotografia copertina frontale album originale, design album originale
- Leonard Feather - note retrocopertina album originale[3] [4]